# Mare di Wandel
Il Mare di Wandel (in danese Wandel Hav) è un piccolo mare costiero del Mar Glaciale Artico, a circa 82°N 21°O; ad ovest bagna le coste della Terra di Peary (Groenlandia), mentre per il resto è completamente circondato dal Mar Glaciale Artico, ghiacciato in quel punto tutto l'anno.
Il mare di Wandel si affaccia al grande Parco nazionale della Groenlandia nordorientale, avulso da qualsiasi controllo comunale.

## Descrizione
Il Mare di Wandel è un mare di tipo artico identificato a 82° di longitudine Nord, e 21° di latitudine Ovest. I mari più a nord e nord-ovest del Mar di Wandel erano una volta ghiacciati tutto l'anno, ma ora presentano acque libere a fine estate.
Il mare di Wandel si estende verso ovest fino a Capo Morris Jesup, oltre il quale, ancor più ad ovest, c'è il Mare di Lincoln. A sud si estende fino a Capo Nord-est. 
Il mare di Wandel si collega al Mar di Groenlandia a Sud attraverso lo Stretto di Fram.
L'Independence Fjord e il fiordo di Frederick Hyde sono due grandi fiordi dell'estremo nord-est della costa della Groenlandia che hanno le loro foci nel mare di Wandel.
Il fiordo di Schley ed il fiordo di Hellefisk sono fiordi più piccoli situati ai due lati.
Tra le isole meritano una menzione: Prinsesse Thyra Ø, la più grande, Kaffeklubben, la più settentrionale, nonché Prinsesse Dagmar Ø, situata poco distante dalla Station Nord, unico luogo abitato della zona.

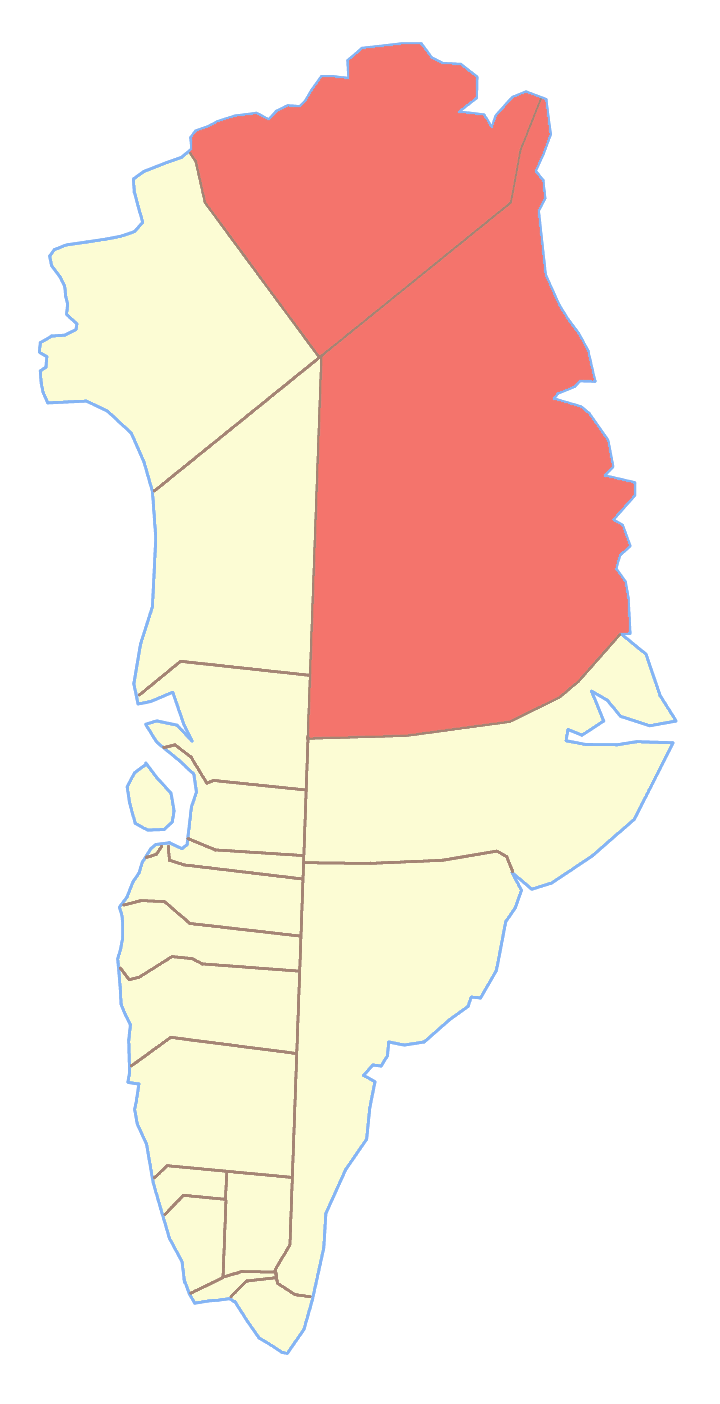
Parco nazionale della Groenlandia nordorientale, bagnato a nord dal mare di Wandel